# 蓬蒂维区
蓬蒂维区（法語：arrondissement de Pontivy）是法国莫尔比昂省所辖的一个区。总面积2944.6平方公里，总人口155451，人口密度53人/平方公里（2018年）。主要城镇为蓬蒂维。

## 辖区
蓬蒂维区辖有93个市镇。